# Puya raimondii
Puya raimondii is een terrestrische plant uit de bromeliafamilie (Bromeliaceae), vernoemd naar de Italiaan Antonio Raimondi. Van nature komt deze soort voor in Peru en Bolivia, waar zij groeit in koele hooglanden; ze is gevonden op een hoogte van 3200 tot 4800 meter.
Het is niet alleen de grootste van de Puya-soorten, maar ook de grootste vertegenwoordiger van de bromeliafamilie. De plant kan gemiddeld 50 tot 70 jaar oud worden en de bladrozet kan dan maximaal 3 meter in diameter zijn. De ruwe bladeren eindigen in ongeveer 1,5 cm lange versterkte stekels, de bladeren kunnen 1 tot 2 meters lang zijn en 6 centimeters breed. De bloemtros kan een hoogte van 9 tot 10 meter bereiken, met duizenden enkele bloemen. Elke romigwitte bloem is ongeveer 5 cm breed, met feloranje meeldraden. Hoewel deze plant soms meer dan 100 jaar oud kan worden, bloeit hij één keer (dit proces duurt negen maanden). Als de bloem is bevrucht, zullen de vruchten worden gevormd. Hierna sterft de plant langzaam af, zoals de meeste bromelia's. De soort is niet te reproduceren door middel van stekken, alleen door zaaien. Deze soort wordt als bedreigd beschouwd.

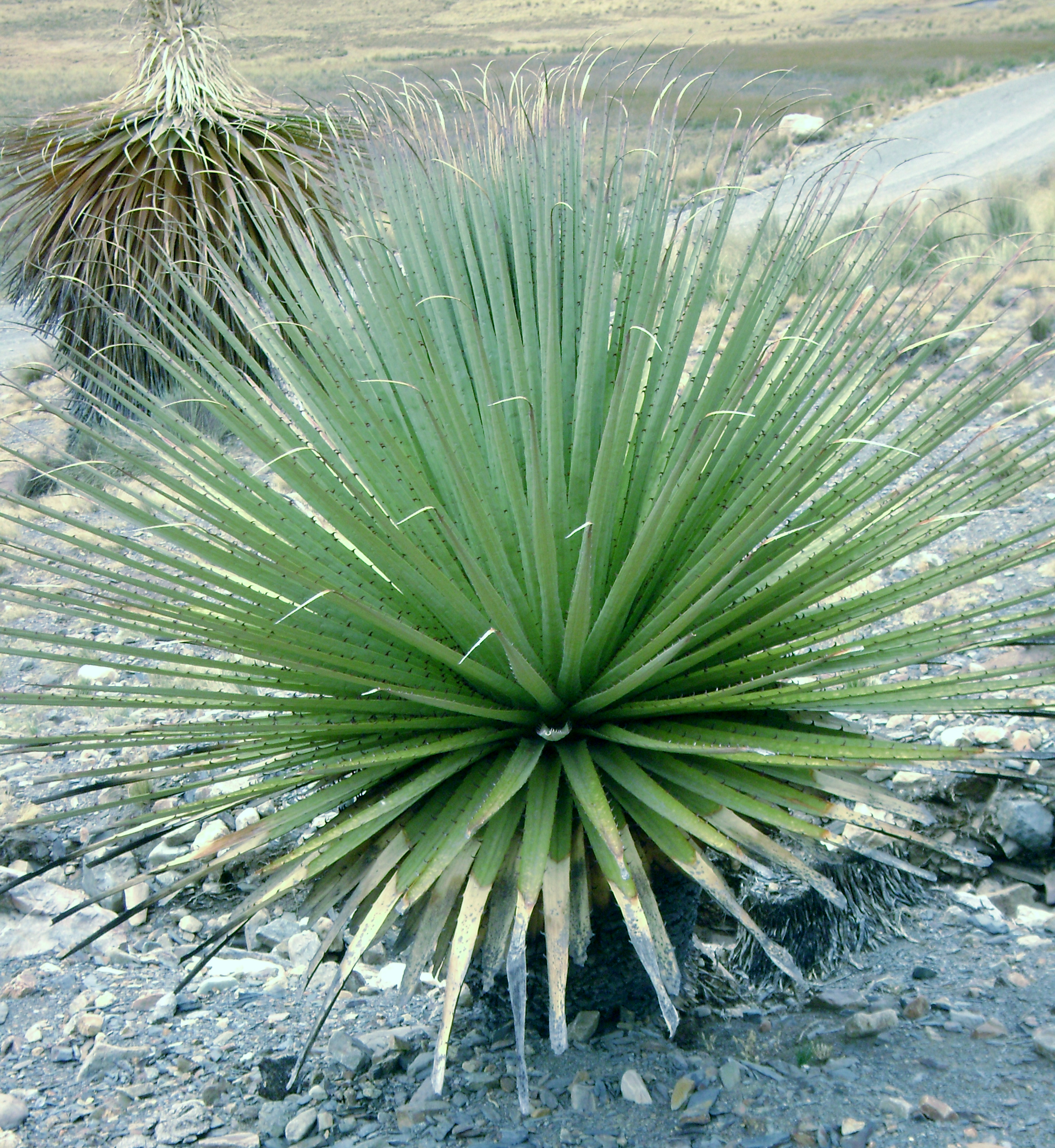
Jonge plant
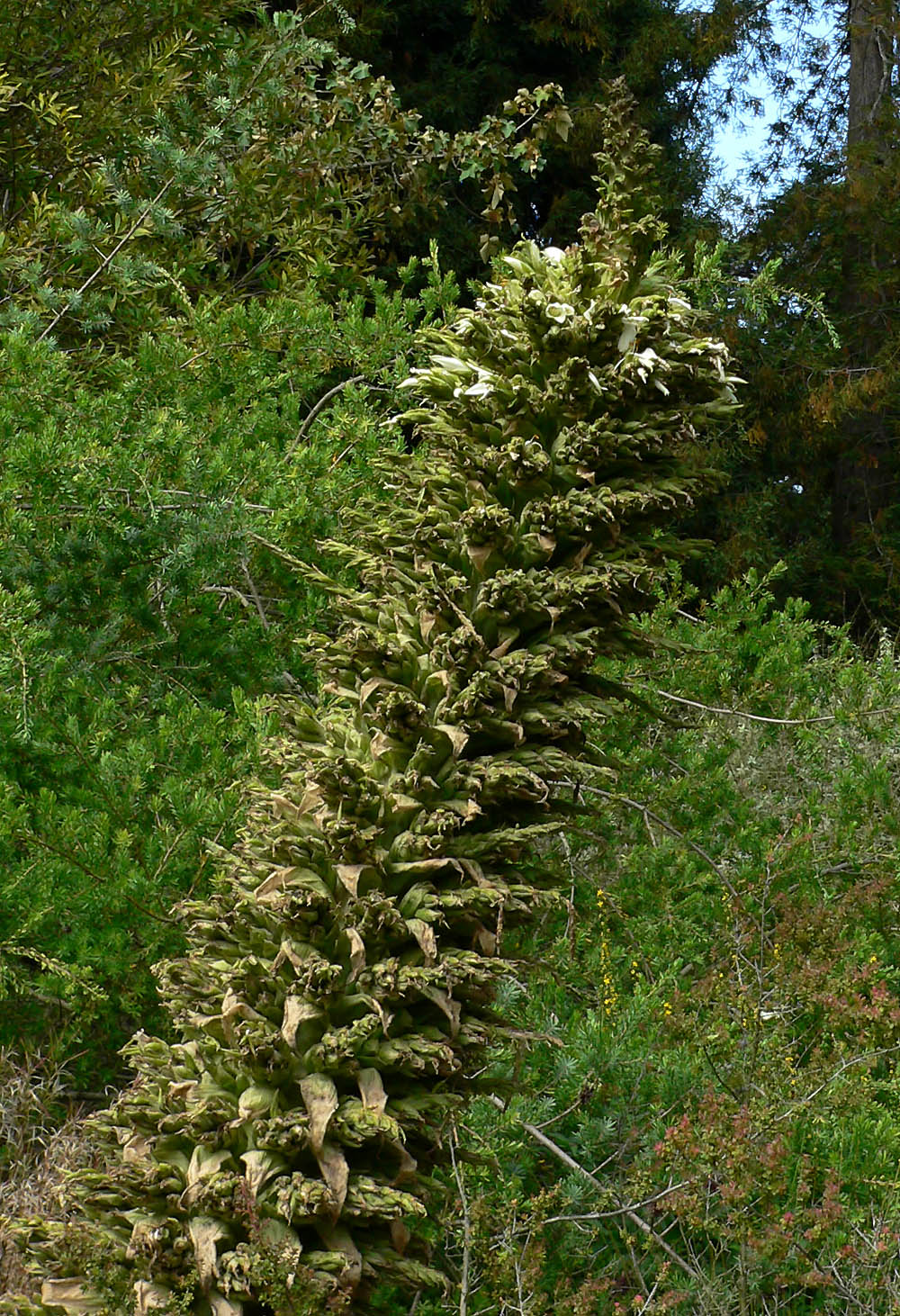
Uitsnede van de bloeiwijze
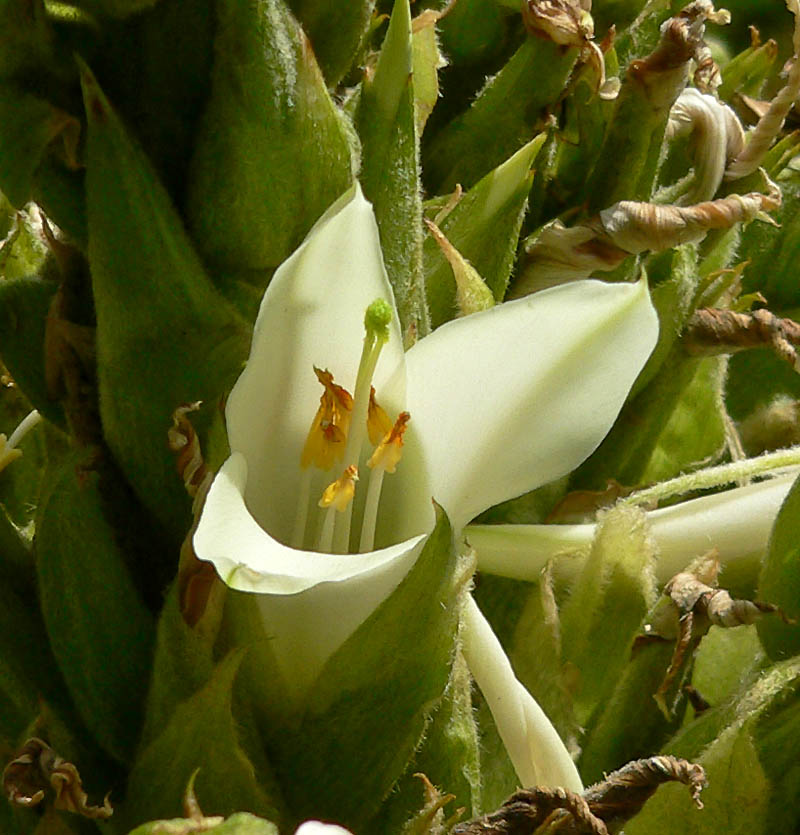
Uitsnede van de bloeiwijze met de bloem
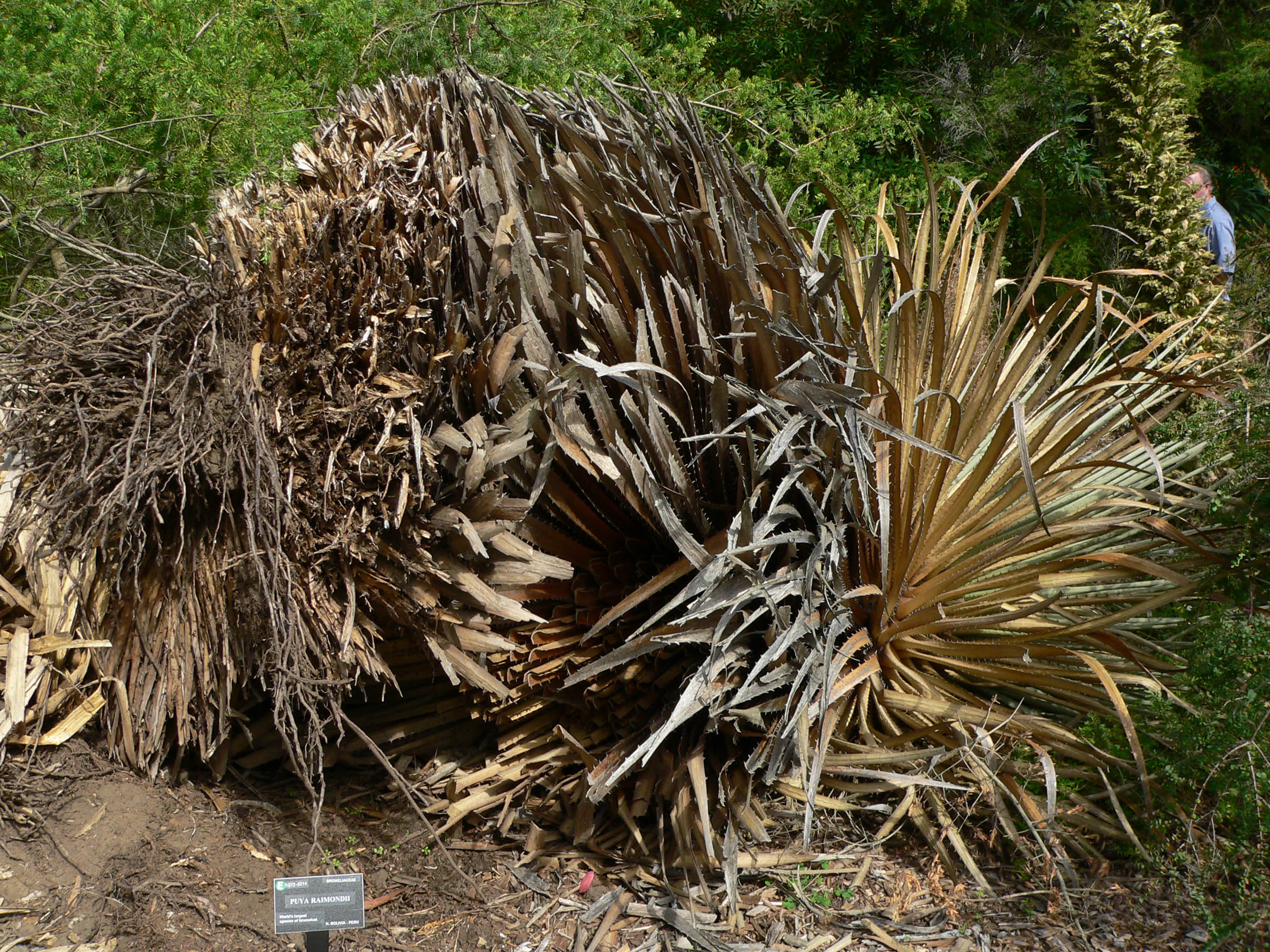
Afgestorven plant in de San Francisco Botanical Garden